# Duca di Aiguillon

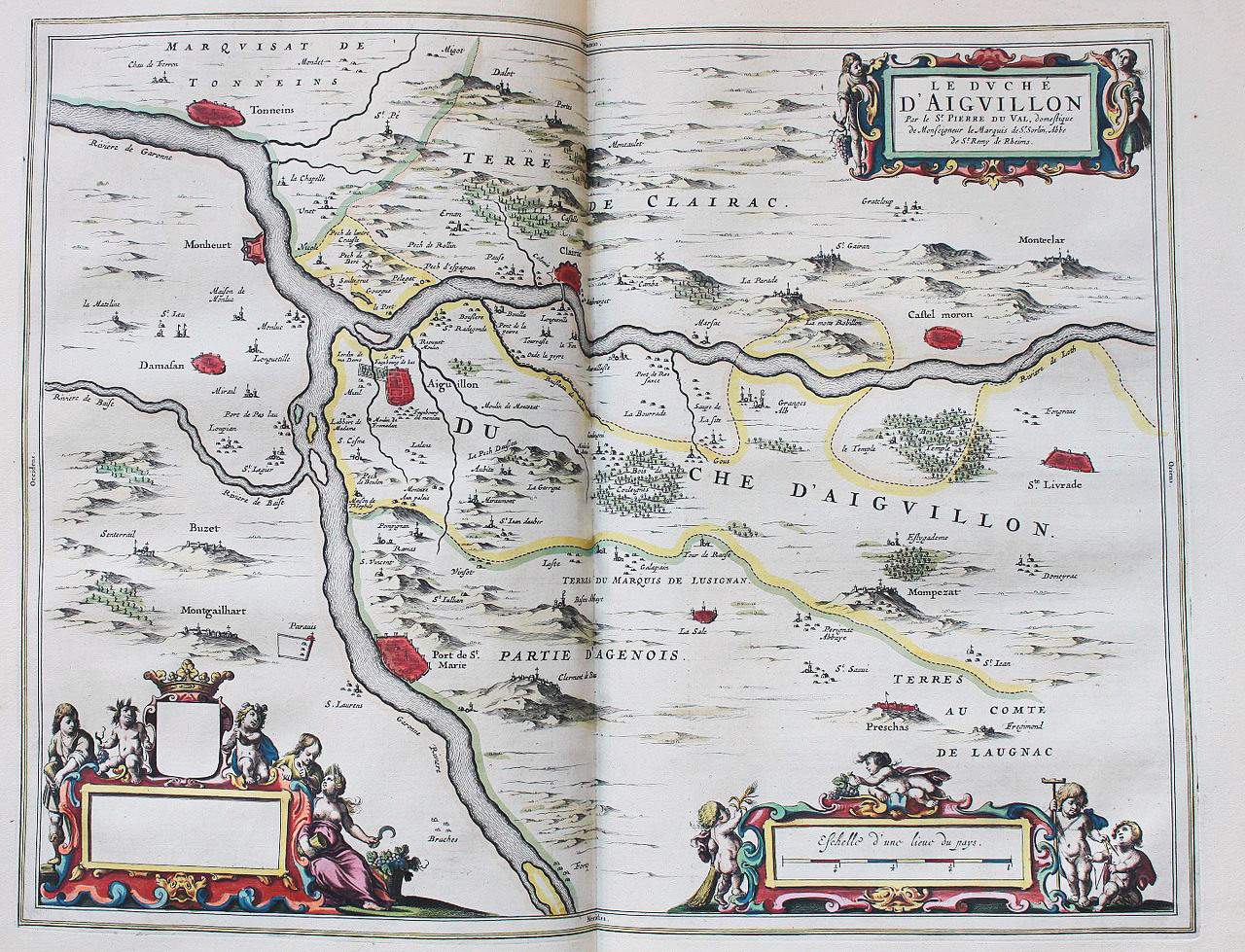
Carta del ducato

Il titolo di Duca d'Aiguillon fu costituito nel 1599 dalle baronie di Aiguillon, da Montpezat. da Sainte-Livrade, da Madaillan e da Almayrac, pertinenze e dipendenze.
- 1599-1621: Enrico di Mayenne
- 1621-1631: Carlo di Gonzaga-Nevers
- 1631-1632: Ferdinando di Gonzaga-Nevers

Nel 1632 il cardinale Richelieu lo riunì alla Corona di Francia.
- 1634-1635: Antoine de L'Age
- 1638-1675: Marie-Madeleine d'Aiguillon
- 1675-1704: Maria Teresa di Vignerot di Plessis
- 1731-1750: Armand Louis de Vignerot du Plessis
- 1750-1788: Emmanuel Armand de Vignerot du Plessis
- 1788-1800: Armand-Désiré d'Aiguillon